# NGC 7761
NGC 7761 é uma galáxia lenticular (S0) localizada na direcção da constelação de Aquarius. Possui uma declinação de -13° 22' 52" e uma ascensão recta de 23 horas, 51 minutos e 28,8 segundos.
A galáxia NGC 7761 foi descoberta em 1886 por Ormond Stone.